# Técnico bancário
Técnico bancário é um profissional vital no funcionamento das instituições financeiras. Sua atuação abrange diversas áreas dentro do banco, desempenhando funções administrativas, operacionais e de atendimento ao cliente. Este cargo é essencial para a realização das operações diárias e para manter a eficiência dos serviços bancários.
Os requisitos para exercer o cargo são ter uma boa comunicação verbal e escrita, habilidades de atendimento ao cliente, proficiência em matemática básica e conhecimentos de informática.
O ingresso na carreira de Técnico Bancário geralmente ocorre por meio de concursos públicos, principalmente em bancos estatais como o Banco do Brasil e a Caixa Econômica Federal. O processo seletivo pode incluir provas de conhecimentos gerais e específicos, avaliações psicotécnicas, entrevistas e, em alguns casos, cursos de formação.